# 세가 나오미

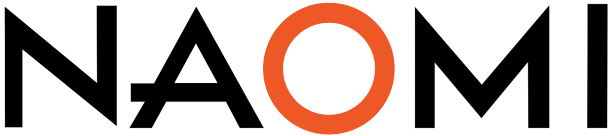

세가 나오미(New Arcade Operation Machine Idea)는 1998년 세가가 드림캐스트를 기반으로 제작한 아케이드 게임 기판이다.
나오미는 모델 3의 후계 시스템으로 새로운 JAMMA 규격을 최초로 지원한 아케이드 시스템으로 드림캐스트와 같은 히타치 SH-4 CPU와 PowerVR 2(PVR2DC) GPU, 야마하 AICA 사운드 칩을 사용하며 동작 속도도 동일하다. 차이점은 나오미는 드림캐스트보다 메인 메모리와 비디오 메모리는 2배, 사운드 메모리는 4배가 더 많다는 것과 GD-ROM 대신 최대 168MB 용량의 롬 보드를 사용한다는 점이 다르다.
그리고 나오미 GD-ROM이라는 GD-ROM 드라이브와 DIMM 모듈을 함께 사용하는 버전도 있는데 DIMM 모듈은 PC 메모리와 동일한 DIMM 메모리 소켓과 KEY라는 복제방지 시스템을 가지고 있으며 롬 보드 역할을 한다. 가동시 DIMM 모듈의 KEY에서 인증을 거친 후 GD-ROM에서 데이터를 모듈내의 램으로 읽어 실행하는데 램에 오류가 생기거나 전원을 72시간이상 끄지 않는 이상 GD-ROM을 사용하는 일은 없다. 2008년 2월이후 GD-ROM 생산중단으로 주로 롬 보드를 사용하고 있으며, 또한 4, 8대의 나오미와 1, 2개의 모니터를 조합한 나오미 새틀라이트 터미널(Satellite Terminal)이라는 멀티플레이어 기기도 있는데 주로 경마나 마작, 퀴즈 게임등에 사용되었다.
나오미는 나오미 유니버샬 캐비닛(NAOMI Universal Cabinet)이라는 특별한 케이스를 사용하여 최대 16개의 보드로 병렬 처리를 할 수 있었으며 세가외에도 많은 게임 제작 업체에서 사용했는데 사미(Sammy)는 나오미를 개조한 아토미스웨이브(Atomiswave)라는 기판을 개발하기도 했다.

## 사양
- CPU : SH-4 64비트 RISC 200 MHz (360MIPS / 1.4GFLOPS)
- GPU : PowerVR 2 (PVR2DC) 100 MHz
- 사운드 : 야마하 AICA 45 MHz (ARM7 RISC CPU 내장, 64채널 ADPCM)
- 메인 RAM : 32MB 100 MHz
- 비디오 RAM : 16MB 100 MHz
- 사운드 RAM : 8 MB 66 MHz
- 미디어 : ROM 보드 (최대 용량 168MB)
- 그래픽 성능 : 640*480 24비트 컬러, 초당 2.5M 폴리곤, 초당 500M 픽셀 렌더링
- 그래픽 기능 : 범프 맵핑, 알파 블렌딩, 밉 맵핑, 트라이리니어 필터링, 안티 앨리어싱, 인바이런먼트 맵핑, 안개, 반사효과

## 나오미 게임
- 18 Wheeler
- 갑충왕자 무시킹 (甲虫王者ムシキング)
- 기가 윙 2 (Giga Wing 2)
- 다이너마이트 베이스볼 '99 (Dynamite Baseball '99)
- 다이너마이트 베이스볼 (Dynamite Baseball)
- 다이너마이트 형사 EX - 아시안 다이너마이트
- 더 타이핑 오브 더 데드 (The Typing of the Dead)
- 더 하우스 오브 더 데드 2 (The House of the Dead 2)
- 더비 오너즈 클럽 (DERBY OWNERS CLUB)
- 두뇌능력향상 머신 터치데즈노 (頭脳能力向上マシーン タッチでズノー)
- 리듬 천국 (リズム天国)
- 링 아웃 (Ring Out 4x4)
- 마모루군은 저주받았다! (まもるクンは呪われてしまった!)
- 버추어 스트라이커 2 Ver.2000 (Virtua Striker 2 Ver.2000)
- 버추어 테니스 (Virtua Tennis)
- 버추어 NBA (Virtua NBA)
- 삼바 DE 아미고 (サンバDEアミーゴ)
- 세가 스트라이크 파이터 (Sega Strike Fighter)
- 세가 테트리스 (Sega Tetris)
- 슈퍼 메이저 리그 '99
- 슬래시 아웃 (Slash Out)
- 아웃 트리거 (Out Trigger)
- 에어라인 파일럿 (Airline Pilot)
- 자이안트 그램 2 전일본 프로레슬링
- 자이안트 그램 2000 전일본 프로레스링 3
- 전뇌전기 버추어 온 오라토리오 탱그램 M.S.B.S ver5.66
- 제로 거너 2 (Zero Gunner 2)
- 좀비 리벤지(Zombie Revenge)
- 코즈믹 스매시 (Cosmic Smash)
- 퀴즈 아아 여신님 - 싸우는 날개와 함께 (クイズ ああっ女神さまっ〜闘う翼とともに)
- 크레이지 택시 (Crazy Taxi)
- 토이 파이터 (Toy Fighter)
- 포카☆스카 고스트! (ポカ☆スカ ゴースト!)
- 화성 채널 (火星チャンネル)
- Death Crimson OX
- F355 챌린지 (F355 Challenge)
- F355 챌린지 2 (F355 Challenge 2 : International Course Edition)
- F355 챌린지 2 트윈 (F355 Challenge 2 : International Course Edition Twin)
- F355 챌린지 트윈 (F355 Challenge Twin)
- Touch De Uno!
- Touch De Uno! 2

## 나오미 GD-ROM 게임
- 드래곤 트레저 (Dragon Treasure)
- 드래곤 트레저 II (Dragon Treasure II)
- 드래곤 트레저 III (Dragon Treasure III)
- 루팡 3세 더 슈팅 (ルパン三世 THE SHOOTING)
- 루팡 3세 더 타이핑 (ルパン三世 THE TYPING)
- 몽키 볼 (Monkey Ball)
- 버추어 골프(Virtua Golf) / Dynamic Golf
- 버추어 애쓸레틱스 (Virtua Athletics)
- 버추어 테니스 2 (Virtua Tennis 2) / Power Smash 2
- 슈퍼 메이저 리그
- 스파이커스 배틀 (Spikers Battle)
- 스포츠 잼 (SPORTS JAM)
- 퀴즈 K 타이 Q 모드 - 메일도 챗도 사랑해 텔 (Quiz K Tie Q Mode -MailもChatも恋しTel-)

## 나오미 새틀라이트 터미널 게임
- 네트워크 대전 마작 ver. MJ (2003) (세가)
- 더 퀴즈 쇼 (The Quiz Show) (2004) (세가)
- 더비 오너즈 클럽 (Derby Owners Club) (2000) (세가)
- 더비 오너즈 클럽 2 (Derby Owners Club 2) (2001) (세가)
- 더비 오너즈 클럽 2000 (Derby Owners Club 2000) (2000) (세가)
- 더비 오너즈 클럽 월드 에디션 (Derby Owners Club World Edition) (2002) (세가)